# Do It Again (Gershwin)
Do It Again is een lied van George Gershwin uit de musical ‘The French Doll’ van 1922 op tekst van Buddy DeSylva. Het is de enige hit van de musical. Het lied werd voor het eerst gezongen door Irene Bordoni op 20 februari 1922 in het Lyceum Theatre te New York. Veertig jaar later is het in een ietwat gewijzigde vorm nog gebruikt in de film ‘Thoroughly Modern Millie’ met Julie Andrews in de hoofdrol.

## Bijzonderheden
Gershwin vertelde over de oorsprong van het lied in 1934:

..Ik was op een dag in het kantoor van Max Dreyfus, mijn uitgever, toen Buddy DeSylva binnenkwam. DeSylva zei gekscherend tegen me: "George, laten we een hit schrijven!" Ik zei meteen, "Oké!", en ging aan de piano zitten en begon wat te  improviseren. Buddy luisterde een paar minuten en begon toen de titel te zingen van het lied: "Oh, Do It Again!", wat precies op het thema van mijn improvisatie paste..

Toen Irène Bordoni het lied voor de eerste keer hoorde op een feestje was ze er meteen verrukt van. Het lied maakte van haar een wereldster. De beroemdste vertolker was Marilyn Monroe, wiens sensuele uitvoering van het lied voor een opstootje zorgde toen ze het voor een paar duizend mariniers zong begin 1952 in Camp Pendelton in Zuid-Californië.

## Kenmerken muziek
Het is een romantisch lied. Het tempo is langzaam met als extra aanduiding: In slow fox-trot time. Het staat in de toonsoort F majeur en heeft een alla breve maatsoort. De vorm is Intro- A-A.

De eerste acht maten van het lied:

## Vertolkers (selectie)[6]
- Marilyn Monroe
- Alice Delysia
- Paul Whiteman
- Judy Garland
- Marti Webb
- Carol Channing
- Dinah Kaye
- Alexandre Tharaud
- Angela Brownridge
- Andrew Litton
- Peter Donohoe
- Joanna MacGregor
- Eugenie Russo
- André Previn
- Leonard Pennario
- Lark Quartet
- François-Joël Thiollier
- Ivar Anton Waagaard
- Ricgard Rodney Bennett
- Margaret Fingerhut
- André Watts
- David Lively
- Marcela Roggeri
- François Chaplin
- Anna-Stella Schick
- Andrejs Osokins